# Niponius polinae
Niponius polinae är en skalbaggsart som beskrevs av Reichardt 1936. Niponius polinae ingår i släktet Niponius och familjen stumpbaggar. Inga underarter finns listade i Catalogue of Life.